# Brill (Buckinghamshire)
Brill é uma vila e paróquia civil do distrito de Aylesbury Vale, no condado de Buckingham, Inglaterra.

## História
A senhoria de Brill administrou a Floresta de Bernwood, uma floresta de caça real, e por muito tempo foi propriedade da coroa. Eduardo, o Confessor erigiu um palácio aqui e há evidências de que Henrique II, João, Henrique III e Estêvão todos tiveram sua corte nesse edifício. O palácio permaneceu em seu lugar até o tempo de Carlos I, que transformou-o numa guarnição realista na Guerra Civil Inglesa. Brill teve um eremitério ou priorado dedicado a Verburga que foi anexado ao priorado de Chetwode de 1251. O priorado de Chetwode rendeu o advowon do eremitério ao bispo de Lincoln em 1460.
Sua igreja paroquia de Todos os Santos foi erigida no início do século XII, e sua nave e presbitério são estruturas normandas. A parede norte do presbitério tem uma janela lanceta bloqueada desse período. O arco pontudo do presbitério é do século XIII, enquanto a torre oeste gótica perpendicular foi erigida no início do XV; o atual telhado do presbitério data do século XVII.